# バンガバンドゥ・ナショナル・スタジアム
バンガバンドゥ・ナショナル・スタジアム（ベンガル語: বঙ্গবন্ধু জাতীয় স্টেডিয়াম、英: Bangabandhu National Stadium、又の名をダッカ・スタジアム）は、バングラデシュの首都ダッカにある多目的スタジアムであり、バングラデシュの国立競技場である。

## 概要
バングラデシュの初代大統領ムジブル・ラフマンの尊称であるバンガバンドゥの名を冠してバンガバンドゥ・ナショナル・スタジアムと名付けられた。収容人数は36,000人。主にサッカーやクリケットの試合に用いられる。
Bリーグに所属するブラザーズ・ユニオン、モハメダンSC、アバハニ・リミテッドがホームスタジアムとして使用している他、サッカーバングラデシュ代表がホームスタジアムとして利用している。
2010年には南アジア競技大会のメイン会場として使用された。また、2011年にはクリケット・ワールドカップのオープニングセレモニーが開催された。